# Ми з вами десь зустрічалися
«Ми з вами десь зустрічалися» (рос. Мы с вами где-то встречались) — радянський кольоровий комедійний художній фільм 1954 року, знятий на кіностудії «Мосфільм». Перша головна роль в кіно Аркадія Райкіна.

## Сюжет
Відомий естрадний артист Геннадій Максимов (Аркадій Райкін) разом зі своєю дружиною — артисткою естради Ларисою Левкоєвою (Людмила Целіковська) відразу після ювілейного театрального спектаклю відправляється відпочивати з Москви до Сімферополя. В останній момент дружину Максимова викликають в театр мініатюр негайно замінити серйозно хвору артистку. Та, підкорившись волі адміністратора театру, залишає поїзд і Максимов їде на південь один. По дорозі він примудряється відстати від поїзда на станції Новопесчанськ, дає там концерт в театрі шкільного друга, зіштовхується з багатьма місцевими жителями, які всілякими способами так і не дають йому повноцінної можливості нормально відпочити.

## У ролях
- Аркадій Райкін — Геннадій Максимов, артист, чоловік Лариси Левкоєвої
- Людмила Целіковська — Лариса Левкоєва, артистка, дружина Геннадія Максимова
- Василь Меркур'єв — Анатолій Вєрхотуров, директор театру, шкільний друг Геннадія Максимова
- Леонід Галліс — Леонід Крюков, друг Геннадія Максимова
- Марія Миронова — Вероніка Платонівна, сусідка по купе Афанасія Івановича
- Володимир Лепко — Афанасій Іванович, сусід по купе Вероніки Платонівни
- Анатолій Кузнєцов — сусід по купе Геннадія Максимова
- Галина Короткевич — сусідка по купе Геннадія Максимова
- Михайло Яншин — начальник залізничної станції
- Ольга Аросєва — відпочивальниця
- Олександр Беніамінов — фотограф
- Сергій Філіппов — незадоволений клієнт фотографа
- Михайло Пуговкін — міліціонер
- Володимир Гуляєв — велосипедист, вантажник в приймальні у начальника вокзалу
- Микола Трофімов — водій таксі
- Єлизавета Уварова — секретар директора театру
- Георгій Гумільовський — продавець кавунів на залізничному вокзалі
- Лідія Штикан — телеграфістка на пошті
- Зінаїда Шарко — телефоністка на пошті, прихильниця Геннадія Максимова
- Юрій Саранцев — адміністратор театру мініатюр
- Віра Романова — провідниця в поїзді
- Степан Каюков — продавець бакалії на залізничному вокзалі
- Олексій Бахарь — лейтенант, попутник Лариси
- Андрій Тутишкін — Федір Васильович, пенсіонер

## Знімальна група
- Автор сценарію: Володимир Поляков
- Режисери:
  - Микола Досталь
  - Андрій Тутишкін
- Оператор: Юрій Єкельчик
- Художник: Йосип Шпінель, Юрій Волчанецький
- Композитор: Анатолій Лєпін